# Dinyés Soma
Dinyés Soma (Budapest, 1975. szeptember 26. –) magyar zenetanár, karmester, zenész.

## Életpályája
Zenei tanulmányait Budapesten végezte el. 1994–1999 között a Liszt Ferenc Zeneművészeti Egyetem karvezető-szolfézstanár szakán tanult. 1995-ben megalapította az Ars Longa Ének- és Kamarazenekart. Pertis Zsuzsa csembalózni tanította. 1999–2019 között tanított szolfézst, zeneelméletet a Bartók Béla Zeneművészeti Szakközépiskolában. 2002–2003 között az együttes előadta Johann Sebastian Bach első lipcsei kantátaévfolyamát. 2005–2010 között a Liszt Ferenc Zeneművészeti Egyetem Doktori Iskolájában DLA fokozatot szerzett zeneelmélet szakon. 2007-től a pozsonyi Solamente Naturali kamarazenekar tagja. 2010–2015 között az iskola kamarazenekarát is ő irányította. 2013-ban még posztdoktori kutatásokat is folytatott a lipcsei Bach-előd Johann Schelle műveinek feldolgozásával. 2019-től a Magyar Rádió Gyermekkórusának vezetője.
Az együttes több CD-t készített és a legtöbb hazai fesztiválon megfordult (Tatai Barokk Fesztivál, Zempléni Napok, Bükki Művészeti Napok, Kecskeméti Kodály Fesztivál, Pécsi Tavaszi Fesztivál, Budapesti Barokk Fesztivál, Börzsöny Barokk, stb.).